# Маркос Моріньїґо
Маркос Маріньїґо (ісп. Marcos Antonio Morínigo Fleytas, 8 жовтня 1848, Куйкуйо, Парагвай — 13 липня 1901, Асуньсьйон, Парагвай) — парагвайський політик, президент Парагваю.

## Життєпис
Народився у 1848 у Куйкуйо. У 1881 обраний до парагвайського парламенту, і наступні дев'ять років був членом його нижньої палати; у 1887 взяв участь у заснуванні партії «Колорадо». Коли у 1890 Хуан Гуальберто Гонсалес був обраний президентом країни, Маркос Маріньїґо став при ньому віце-президентом.
Влітку 1894 Конгрес під натиском військових відсторонив президента Гонсалеса від влади, і віце-президент Маріньїґо став президентом країни до кінця терміну обрання Гонсалеса. За час його короткого президентства був підписаний (але не ратифікований) договір з Болівією і створений корпус цивільної гвардії.
У 1895 був обраний до Сенату.